# Wladimir Grigorjewitsch Galperin

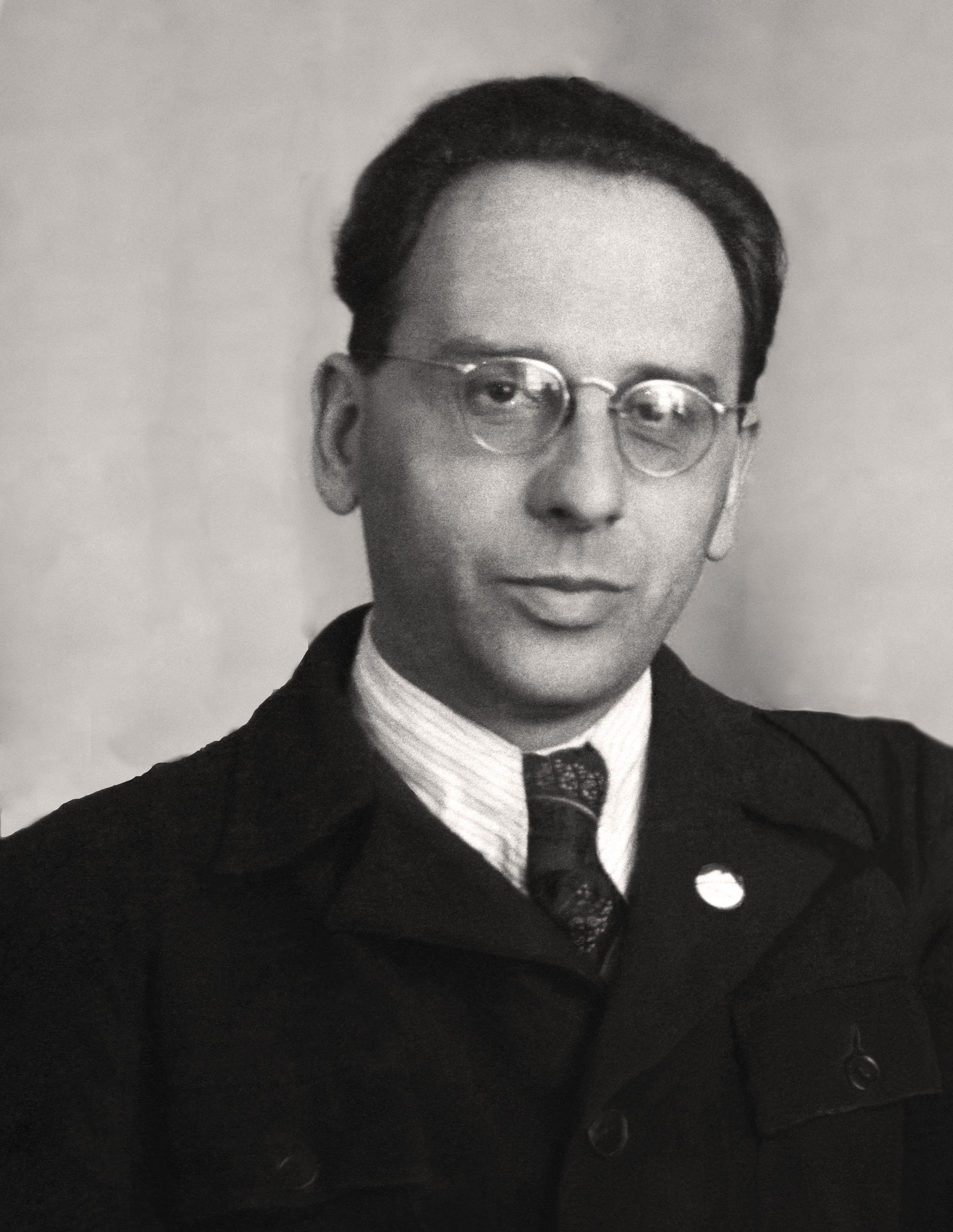
Wladimir Grigorjewitsch Galperin (Schukowski, 1951)

Wladimir Grigorjewitsch Galperin (russisch Владимир Григорьевич Гальперин; * 30. Dezember 1912jul. / 12. Januar 1913greg. in Twer; † 13. Dezember 1993 in Moskau) war ein russischer Physiker.

## Leben
Galperins Vater war der Arzt Grigori Pawlowitsch Galperin (1874–1942). Die Mutter Rosa Issidorowna geborene Fondaminskaja (1874–1954) war die Tochter des 1.-Gilde-Kaufmanns Issidor Fundaminski und Schwester des Revolutionärs Ilja Issidorowitsch Fondaminski.
Galperin schloss das Studium an der mechanisch-mathematischen Fakultät der Universität Moskau 1937 mit Auszeichnung ab. Bereits während des Studiums arbeitete er im  Zentralen Aerohydrodynamischen Institut (ZAGI) zunächst in Moskau und dann in Stachanowo (seit 1947 Schukowski), dem neuen Standort des ZAGI seit 1935. Erste Arbeiten zur Aerodynamik veröffentlichte er Mitte der 1930er Jahre. 1937–1943 plante und baute er im ZAGI den Hochgeschwindigkeitswindkanal T-106. Diese Arbeiten waren die Grundlage für seine Kandidat-Dissertation für technische Wissenschaften, die er 1944 verteidigte. 1943–1945 untersuchte er zusammen mit Sergei Alexejewitsch Christianowitsch, Iwan Pawlowitsch Gorski und Alexei Petrowitsch Kowaljow die Strömungsverhältnisse an Tragflügeln bei hohen Geschwindigkeiten. Aus den Ergebnissen wurden die das Tragflächenverhalten bei überkritischen Geschwindigkeiten bestimmenden grundlegenden Gesetzmäßigkeiten abgeleitet. 1945 leitete er den Bau eines neuen Windkanals für die Untersuchung des Tragflügelverhaltens bei Schallgeschwindigkeit. 1946 wurde in diesem Windkanal erstmals der stetige Übergang zur Überschallgeschwindigkeit realisiert. Mit Christianowitsch und anderen analysierte er die beobachteten Gesetzmäßigkeiten. 1947 erschien die Monografie über angewandte Gasdynamik von Christianowitsch, Galperin, Michail Dmitrijewitsch Millionschtschikow und L. A. Simonow in zwei Teilen. 1948–1950 wurden unter Galperins Leitung drei neue Überschallwindkanäle gebaut.
1951 wurde Galperin infolge des Kampfes gegen den Kosmopolitismus aus dem ZAGI entlassen und danach aus dem Experimental-Konstruktionsbüro OKB-670. Nach Stalins Tod wurde Galperin leitender Konstrukteur von NPP Swesda. Ab 1955 leitete er die Forschungsabteilung und entwickelte unter anderem Schleudersitze, die ab 1969 in alle neuen sowjetischen Flugzeuge eingebaut wurden. 1959–1961 leitete er die Berechnungen und Erprobungen für den Schleudersitz des Raumschiffs Wolstok und beteiligte sich an der Vorbereitung des Gagarin-Fluges. Er leitete die Entwicklung eines Systems zur Simulation von Raumflügen für den Kosmonauten Leonow und war an der Entwicklung und Erprobung der Sicherheitssysteme für die Landung des Sojus-Raumschiffs beteiligt. Er entwickelte vielfältige Prüfsysteme insbesondere auch für Raumanzüge.

## Ehrungen, Preise
- Medaille „Für heldenmütige Arbeit im Großen Vaterländischen Krieg 1941–1945“
- Orden des Roten Sterns (1945)
- Stalinpreis II. Klasse (1946, 1948)
- Jubiläumsmedaille „Zum Gedenken an den 100. Geburtstag von Wladimir Iljitsch Lenin“
- Medaille der Akademie der Wissenschaften der UdSSR anlässlich des ersten Ausstiegs eines Menschen in den Weltraum
- Orden des Roten Banners der Arbeit (1971)
- Medaille „30. Jahrestag des Sieges im Großen Vaterländischen Krieg 1941–1945“
- zwei Goldmedaillen und zwei Silbermedaillen der Ausstellung der Errungenschaften der Volkswirtschaft
- zwei Gagarin-Medaillen der Föderation der Kosmonauten der UdSSR
- Medaille „40. Jahrestag des Sieges im Großen Vaterländischen Krieg 1941–1945“